# Субха
Субха (араб. سبحة‎), мисбаха (مسبحة‎), тасбих (тесбих, تسبيح‎) — чётки, применяемые в исламе. Используются в мусульманской среде практически повсеместно для облегчения счёта при совершении зикра, восхваления Аллаха, дополнительных молитв к намазу.
Наиболее часто используют чётки с 99 зёрнами (по числу имён Аллаха).
Согласно одному из хадисов Мухаммед, увидев, как некая женщина пользуется счётными камнями или финиковыми косточками, учил её говорить «Свят Аллах столько раз, сколько созданий в небесах, свят Аллах, столько раз, сколько созданий на земле, свят Аллах столько раз, сколько созданий между ними». То, что Мухаммед не запретил пользоваться счётным приспособлением комментаторы считают аргументом в пользу возможности пользоваться чётками. У Абу ад-Дарды был мешочек со счётными косточками для совершения тасбиха. По преданию Абд ар-Рахман ибн Сахр (Абу Хурейра) использовал в качестве чёток верёвку с тысячами узлов. Хасан аль-Басри использовал чётки.

…Я пользовался ими (чётками) в начале своего пути и не хочу оставлять их в конце, мне нравится упоминать Аллаха сердцем, языком и руками…

Шейх уль-Ислам ибн Хаджар аль-Хайтими, рассматривая вопрос о правомерности использования шёлка, допускал изготовление из него нитей для чёток.
Чётки часто называют «плёткой для сатаны».
Основными аргументами против использования чёток считают их заимствование из других религий и неиспользование их Мухаммедом.